# Eustace Chapuys
Eustace Chapuys (Annecy, Saboya, 1489-1556) desempeñó el cargo de embajador imperial en Inglaterra desde 1529 hasta 1545 y es conocido sobre todo por su amplia y detallada correspondencia.

## Primeros años y educación
Eustace Chapuys fue el segundo de seis hermanos, su padre, Louis Chapuys, fue notario y síndico y su madre Guigonne Dupuys, pudo haber sido de noble cuna. Nació entre 1490 y 1492 en Annecy, localidad actualmente francesa que perteneció al Ducado de Saboya. Chapuys comenzó su educación en Annecy, trasladándose a partir de 1507 a la Universidad de Turín, donde permaneció durante al menos cinco años. Alrededor de 1512 terminó la carrera de derecho. Continuó sus estudios en la Universidad de Valencia. A principios de 1515, asistió a la Universidad La Sapienza de Roma, donde obtuvo el grado de doctor en derecho civil y canónico y recibió la bendición del papa.
Chapuys fue un humanista más de la época. Entabló amistad como Claude Blancherose y Claude Dieudonné, el alemán Enrique Cornelio Agripa y humanistas ingleses como Tomás Moro. También mantuvo correspondencia con Erasmo de Róterdam, al que nunca conoció y por el que sentía respeto y admiración.

## Trayectoria
Durante los siguientes dos años, Chapuys fue ordenado y en julio de 1517, fue nombrado canónigo de la catedral en Ginebra y decano de Viry. En agosto de 1517, se convirtió en oficial de la diócesis de Ginebra, suplente del obispo, Juan de Saboya, primo del duque de Saboya, en la corte episcopal. Posteriormente sirvió al propio duque y a Carlos de Borbón. En 1522 se le concedió el decanato de Vuillonnex.
En agosto de 1526 fue embajador del duque de Borbón en la corte de Carlos I de España en Granada, visitando Inglaterra por primera vez en septiembre de 1526. En el verano de 1527, tras la muerte del duque de Borbón en el saqueo de Roma, entró al servicio de Carlos V, emperador del Sacro Imperio, que trabaja bajo Nicholas Perrenot, señor de Granvela. 
El 25 de junio de 1529 fue nombrado embajador del Sacro Imperio en Inglaterra.

### Embajador en Inglaterra
Chapuys llegó a Inglaterra a finales de agosto de 1529, para asumir el cargo de embajador, sustituyendo a Íñigo de Mendoza. Permanecerá en el cargo desde 1529 hasta 1545, a excepción de breves ausencias entre 1539 y 1540 y en el marco jurídico 1542. 
Chapuys fue el candidato ideal para defender a la esposa de Enrique VIII Catalina de Aragón, tía del emperador Carlos I. Defensa infructuosa que conllevó un divorcio de facto de Enrique VIII, quién contraería nuevo matrimonio con Ana Bolena, así como la posterior pérdida de autoridad papal en territorio inglés con la creación de la Iglesia de Inglaterra.
Catalina había solicitado específicamente a Chapuys como reemplazo de Mendoza, por su experiencia legal y su dominio del latín. Catalina murió en enero de 1536. 
Se ha creído que Chapuys despreciaba Ana Bolena y nunca pronunciaba su nombre, refiriéndose a ella sólo como "puta" o "concubina". Sin embargo, el historiador Lauren Mackay argumenta que esto es un mito, ya que sus primeros informes sobre Ana y su familia eran neutrales, caracterizándose por ser un observador astuto. 
Chapuys hablaba y escribía con fluidez en francés, aún a pesar de ser un firme opositor de los franceses, a quienes odiaba por la eterna rivalidad con su tierra natal, Saboya. En una ocasión llegaría a amenazar con desheredar a su sobrina al casarse esta con un francés.
Como embajador realizaría su mejor labor al servicio de la hija de Enrique y Catalina, María Tudor. Chapuys llegó a criticar al propio rey el maltrato que le dispensaba a su hija, quién fue declarada hija ilegítima, apartándola de la línea de sucesión, expulsada de la Corte y obligada a ser dama de compañía de su medio hermana Isabel. Tampoco se le permitió ver a su madre ni asistir a su funeral en 1536. Chapuys llegó a convertirse en el confidente más leal de la futura reina.
En 1539, Chapuys comenzó a sufrir de gota. Sin embargo, permaneció como embajador residente en Inglaterra, a excepción de breves ausencias hasta mayo de 1545. 
Fue llamado a Amberes, en abril de 1539, cuando las relaciones diplomáticas se tensaron, donde permaneció hasta julio de 1540. En su regreso, trabajó para restaurar las relaciones anglo-imperiales y participó en las negociaciones para la alianza de febrero de 1543, que llevó a Enrique VIII y Carlos V a declarar la guerra a Francia. 
Su salud siguió empeorando hasta que en 1544 pidió ser relevado de su cargo. El emperador le permitió renunciar sólo después de introducir a su sustituto François van der Delft. Chapuys fue enviado a Bourbourg, cerca de Gravelinas, a negociar hasta julio de 1545, cuando dejó definitivamente el cargo.

## Últimos años
Una vez retirado, Chapuys fijó su residencia en Lovaina en Bélgica. Como embajador, la herencia de unas tierras en Annecy y varias prebendas eclesiásticas, llegó a conseguir una buena pensión que le permitió acumular cierta riqueza.
Chapuys utilizó su riqueza para establecer una universidad en mayo de 1548, para estudiantes prometedores de su Saboya natal. Este Colegio de Saboya, en Lovaina, del que sólo se conserva su puerta de entrada, se incorporó después al museo de la ciudad. También fundó una escuela primaria en Annecy en diciembre de 1551. 
Aún a pesar de estar retirado, actuó cómo asesor del emperador entre 1547 y 1549. 
Chapuys tuvo un hijo, al que llamó César, al que legitimó en 1545, y que murió en 1549.
En 1555 decidió que su pensión inglesa debía contribuir a la creación de una beca para estudiantes de inglés en Lovaina, Bélgica.

## Muerte
Eustace Chapuys murió el 21 de enero de 1556, siendo enterrado en la capilla del Colegio de Saboya en Lovaina que en la actualidad es el museo municipal. Existe un retrato de él en el castillo de Annecy.

## Representaciones
- Chapuys aparece como un personaje en la obra de William Shakespeare, La Famosa Historia de la Vida del Rey Enrique VIII con el nombre de Capucius.
- Es un personaje principal de la obra de Robert Bolt Un hombre para la eternidad, aunque está eliminado de la versión cinematográfica.
- Chapuys es interpretado por Anthony Brophy en la serie de televisión The Tudors.
- Chapuys es interpretado por Mathieu Amalric en la serie de televisión Wolf Hall de Peter Kosminsky.